# アレクサンダー・フォン・ツェムリンスキー
アレクサンダー・フォン・ツェムリンスキー（Alexander von Zemlinsky、1871年10月14日 - 1942年3月15日）は、オーストリアの作曲家・指揮者・音楽教師。

## 生涯

### 生い立ちとデビューまで
ウィーンにて多文化的な家庭環境に生まれる。父方の祖父アントン・ゼムリンスキ (Anton Semlinski) はバルカン半島のヴォイヴォディナ出身のアシュケナジム系ユダヤ人で、ハンガリーからオーストリアに移住し、おなじくユダヤ系オーストリア人の女性と結婚した。ゼムリンスキ夫妻はいずれもローマ・カトリック信者であった。そのためツェムリンスキーの父アドルフは、カトリック教徒として洗礼を受けている。ツェムリンスキーの母クララ・セモ (Clara Semo) はサラエヴォ（現・ボスニア・ヘルツェゴビナ）出身で、セファルディ系ユダヤ人の父親と、ボスニア出身のムスリムの母親との混血であった。ツェムリンスキーは、両親がユダヤ教に改宗したため、ユダヤ人として養育された。また父親は、祖先に授爵された者がないにもかかわらず、姓の前に前置詞「フォン (von)」を添えるようになり、また Semlinski ではなく Zemlinszky と綴るようになった。
少年時代からピアノを始めて、休日にはシナゴーグでオルガンを弾くようになり、1884年にはウィーン音楽院にも入学した。ピアノをカール・チェルニー門下のアントン・ドーアに師事し、1890年にピアノ科で表彰される。その後まもなくロベルト・フックスに作曲を師事し、作品を書き始める。
ツェムリンスキーは、ヨハネス・ブラームスの有力な後押しに恵まれた。『クラリネット三重奏曲 ニ短調』作品3（1896年）を出版するようジムロック社に推薦してくれたのもブラームスだった。1895年にツェムリンスキーが結成したアマチュア・オーケストラ「ポリュヒュムニア」 (Polyhymnia) において、チェリストとして入団したシェーンベルクと出会う。2人は親しい友人となっただけでなく、後にシェーンベルクがツェムリンスキーの妹マティルデと結婚したことから、義理の兄弟となった。ツェムリンスキーはシェーンベルクに対位法の指導を行なっているが、これは結局シェーンベルクが受けた唯一の公式な音楽教育となった。ツェムリンスキーの門弟はほかに、アルマ・マーラーやカール・ヴァイグル、エーリヒ・ヴォルフガング・コルンゴルトらがいる。
1897年に変ロ調の交響曲がウィーンで初演され、成功を収めた。1899年にはウィーン・カール劇場の楽長に就任。1900年にグスタフ・マーラーがウィーン宮廷歌劇場にてオペラ『昔あるとき』 (Es war einmal...) の初演を指揮すると、作曲家としての名声はさらに高まった。

### アルマ・シントラー
アルマ・シントラーと出逢って作曲の指導をするうち、ツェムリンスキーは恋に落ちる。当初アルマはツェムリンスキーと互いに感情を分かち合っていた。だが、友人や肉親から、その関係を打ち切るように強い圧力を受けてもいた。ツェムリンスキーは、国際的な知名度がないことや、容姿の醜さばかりが目に付いたからだった。アルマ自身も、ツェムリンスキーが不細工だと思うと口走っている。どうやらこの言葉が、終生にわたってツェムリンスキーに影響を及ぼしたらしい。結局アルマ・シントラーはツェムリンスキーと別れ、ほどなく1902年にマーラーと結婚することになる。
ツェムリンスキー本人は、1907年にイーダ・グットマン (Ida Guttmann) と結婚したが、幸せな結婚生活ではなかった。1929年にイーダ夫人が他界すると、1914年から声楽の弟子だった、29歳年下のルイーゼ・ザクセル (Luise Sachsel) と結婚した。2度目の結婚生活は前より幸福で、ツェムリンスキーの死まで続いた。

### 後半生
1906年にツェムリンスキーは、新設されたウィーン・フォルクスオーパーの初代首席指揮者に任命される。1911年から1927年まで、プラハの新ドイツ劇場（プラハ国立歌劇場の前身）の指揮者に転身し、1924年にシェーンベルクの1幕オペラ『期待』を初演した。その後ベルリンに移り、教鞭を執るかたわら、オットー・クレンペラーが監督を務めていたクロル歌劇場で指揮者を務めた。
ナチス・ドイツが擡頭するのに伴い、1933年にウィーンへ逃れるが、公職に就かず作曲に専念し、たまに客演指揮者として出演することもあった。1938年にアメリカ合衆国へ亡命し、ニューヨークに定住する。シェーンベルクがロサンジェルスで名士として持てはやされ、1930年代と1940年代を通じて、カリフォルニア大学ロサンゼルス校や南カリフォルニア大学の教壇に立ち、後進の支持を得たのに対して、ツェムリンスキーは見知らぬ土地で無視され、無名も同然であった。英語が分からず、病気がちで一連の脳卒中に悩まされ、このため作曲をほとんど続けられなかった。1942年にニューヨーク州ウエストチェスター郡ラーチモントにおいて、肺炎のために逝去した。わずかに残されたアメリカ時代の作品の中には、「アル・ロバーツ」名義で作曲した3曲の英語歌曲などがある。
ツェムリンスキーの遺灰は、1985年になってウィーン中央墓地に埋葬された。

## 評価
生前においては卓越した指揮者として声望があり、とりわけモーツァルトのオペラの上演によってヴァイルやストラヴィンスキーから評価されただけでなく、同時代の音楽の指揮にも尽力した。ピアニストとしての力量を証明するような録音を残してはいないものの、指揮者としていくつかの管弦楽曲を録音している。

## 作品
ツェムリンスキーのもっとも有名な作品は、おそらく『抒情交響曲』（1923年）である。ソプラノとバリトンの独唱者がベンガルの詩人タゴールによる詩（のドイツ語訳）を、6つの楽章にわたって歌う。この作品をツェムリンスキー自身が出版社への書簡の中で、マーラーの『大地の歌』と比較している。この作品は、アルバン・ベルクの『抒情組曲』に影響した。この作品はツェムリンスキーに献呈され、曲中で『抒情交響曲』が引用されている。
3楽章の『シンフォニエッタ』（1934年）は、年少のヒンデミットやヴァイル、ショスタコーヴィチらにも比すべきモダンでシニカルな要素が散りばめられており、シェーンベルクにも評価された。
1905年1月25日にシェーンベルクの『ペレアスとメリザンド』と並んでウィーンで初演された交響詩『人魚姫』 (Die Seejungfrau) は、ブラームス派から離れて、新ドイツ楽派に急接近した時期の所産である。4つめの楽章を付け加えて「死の交響曲」として発展させる計画もあったようであるが、それは果たされずに終わった。ツェムリンスキーの没後に総譜が散逸したが、後に第1楽章がウィーンに、第2楽章以下が米国議会図書館に保管されていることが判明し、1980年代よりペーター・ギュルケ指揮による復活演奏を皮切りに、リッカルド・シャイーやゾルターン・ペシュコー、ジェームズ・コンロンらの指揮者が相次いでCDに録音を行うようになった。
ツェムリンスキーのその他の作品として、オスカー・ワイルド原作の2つのオペラ『フィレンツェの悲劇』（Eine Florentinische Tragödie, 1915年 - 1916年）と『王女の誕生日（こびと）』 (Der Geburtag der Infantin)、ホフマンスタールの台本によるバレエ音楽『ガラスの心臓（時の勝利）』（Der Triumph der Zeit, 1901年）がある。
ブラームスの影響は初期作品に認められるが、後の作品では、ワーグナーによって用いられ、リヒャルト・シュトラウスやマーラーにも影響された、ある種の拡張された和声法を援用している。友人であるシェーンベルクとは対照的に、ツェムリンスキーは決して無調音楽を作曲せず、十二音技法も用いなかった。ただし、未完に終わった最後のオペラ『カンダウレス王』（アントニー・ボーモントにより補筆）は、表現主義的な傾向も見受けられる。その一方、近代フランス音楽の影響により、1910年代から旋法性、1920年代から多調性・複旋法性を導入しており、晩年に向かうにつれて調性感の稀薄な傾向が顕著となっている。

## 主要作品一覧

### 管弦楽曲
- 習作交響曲（1891年、断片）
- 交響曲第1番 ニ短調（1891年/1892年）
- 管弦楽組曲（1895年ごろ）
- 交響曲第2番 変ロ長調（1897年）
- バレエ組曲《時の勝利、またはガラスの心 (Der Triumph der Zeit oder Das gläserne Herz)》（1902年）
- 交響詩『人魚姫』（1902年/1903年作曲、1905年世界初演）。
- ソプラノ、バリトン、管弦楽のための抒情交響曲（ラビンドラナート・タゴールの詩による、1922年/1923年）
- シンフォニエッタ イ長調 作品23（1934年作曲、1935年プラハ初演、米国初演はミトロプーロス指揮）

### 室内楽曲
- クラリネット三重奏曲 ニ短調 作品3（1896年）
- 弦楽四重奏曲 第1番 イ長調 作品4（1896年）
- 弦楽四重奏曲 第2番（嬰ヘ短調/ニ短調）作品15（1913年 – 1915年作曲、1918年ウィーン初演)
- 弦楽四重奏曲 第3番 作品19（1924年）
- 弦楽四重奏のための2つの楽章（1927年）
- 弦楽四重奏曲 第4番『組曲』 作品25（1936年）
- クラリネット四重奏のための2つの断章（1938年/1939年）
- 木管五重奏のためのユーモレスク（ロンド） 変ロ長調 Humoreske (Rondo)（1939年）
- 2つのホルンとピアノのための狩の音楽 ヘ長調 Hunting Piece（1939年）

### ピアノ曲
- 田園舞曲 Ländliche Tänze 作品1 （1891年/92年）
- 4つのバラード Balladen （1892年）
- アルバムの一葉「ウィーンの想い出」 Albumblatt (Erinnerung aus Wien) （1895年）
- スケッチ Skizze （1896年）
- フーガ ト短調 Fuge in g-Moll
- リヒャルト・デーメルの詩による4つの幻想曲 作品9 （1898年）
- メヌエット（《ガラスの心臓》より、1901年）

### 舞台音楽
- オスカー・ゲラーの台本によるピアノのためのマイムドラマ《一条の光（Ein Lichtstrahl）》（1901年作曲、1902年改訂）
- ホフマンスタールの台本による舞踊詩《ガラスの心臓 (Das gläserne Herz)》（1901年–04年、初稿はバレエ音楽《時の勝利 (Der Triumph der Zeit)》［1901年］）
- シェイクスピアの戯曲のための付随音楽《シンベリン (Cymbeline)》（テノールと語り手、管弦楽のための、1913年 – 1915年）

### 歌劇・楽劇
- ザレマ Sarema （1893年 - 95年作曲、台本：作曲者自身、シェーンベルク、アドルフ・フォン・ツェムリンスキー。1897年ミュンヘン初演）
- 昔あるとき Es war einmal ... （1897年 - 1899年作曲。ホルガー・ドラックマン原作、マクシミリアン・ジンガー台本。1900年ウィーン初演）
- 夢見るゲールゲ Der Traumgörge （レーオ・フェルト台本、1904年 – 1906年)
- 馬子にも衣装 Kleider machen Leute （ゴットフリート・ケラー原作、レーオ・フェルト台本。第1版：1908年 - 1909年、第2版：1910年、第3版：1922年）
- フィレンツェの悲劇 Eine florentinische Tragödie 作品16（オスカー・ワイルド原作、マックス・マイヤーフェルト台本、1915年/1916年）
- こびと Der Zwerg 作品17 （原作：オスカー・ワイルドの『スペイン王女の誕生日』、ゲオルク・クラーレン台本、1919年 – 1921年作曲、1922年ケルン初演）
- 白墨の輪 Der Kreidekreis（クラブント原作、台本：作曲者。1930年 – 1932年作曲、1933年チューリヒ初演）
- カンダウレス王 Der König Kandaules （アンドレ・ジッド原作、フランツ・ブライ独語訳。1935年/1936年作曲。1992年 - 1996年アントニー・ボーモントによる補筆・完成。）

### 合唱曲
- ソプラノ、バリトン、混声合唱と管弦楽のためのパウル・ハイゼの詩によるカンタータ《春の埋葬 (Frühlingsbegräbnis)》（1896年/97年、1903年改訂）

1. Horch! vom Hügel, welch' sanfter Klang
2. Schöner Jüngling
3. Wie lieblich er ruht
4. Stumm in Wehmut schaut der Mong herab'
5. Und ein Specht klopft an den Föhrenstamm
6. Als so weihevoll der Alte sprach
7. Horch! vom Hügel welch' ein wilder Klang?

- 独唱者、混声合唱と管弦楽のための詩篇第83番 Psalm 83 （1900年）
- 合唱と管弦楽のための詩篇第23番 作品14 Psalm 23 作品14 （1910年作曲・ウィーン初演）
- 合唱と管弦楽のための詩篇第13番 作品24 Psalm 13 （1935年）
- ルートヴィヒ・ウーラントの詩による合唱と管弦楽のための春の信仰 Frühlingsglaube
- 混声合唱と弦楽合奏のための秘密 Geheimnis for mixed chorus and string orchestra
- ハインリヒ・ハイネの詩による合唱と室内楽のための愛の歌 Minnelied
- テノール独唱と合唱、オルガンのための婚礼歌 Hochzeitgesang （ユダヤ教典礼による）
- 女声合唱のための Aurikelchen （デーメルの詩による）

### 管弦楽伴奏歌曲
- ソプラノ独唱と弦楽六重奏のための Maiblumen blühten überall （デーメルの詩による、1902年ごろ/03年)
- モーリス・メーテルランクによる6つの歌 Sechs Gesänge 作品13 （ピアノ版からの編曲、1913年および21年）
- 交響的歌曲 作品20 Symphonische Gesänge （アフリカ系アメリカ人詩人のアンソロジー『歌うアフリカ（Afrika singt）』による。1929年）

### ピアノ伴奏歌曲
- 歌曲集 Lieder 作品2 （1894年/96年）
- 歌 Gesänge 作品5 （1897年）
- フェルディナント・グレゴロヴィウスの『トスカーナの歌』によるワルツの歌 Walzer-Gesänge nach toskanischen Liedern von Ferdinand Gregorovius 作品6 （1898年）
- ばらのイルメリンとその他の歌 Irmelin Rose und andere Gesänge 作品7（1898年/99年）
- 塔守りの歌とその他の歌 Turmwächterlied und andere Gesänge 作品8（1898年/99年）
- めおとダンスの歌とその他の歌 Ehetanzlied und andere Gesänge 作品10（1899年–1901年）
- モーリス・メーテルリンクの詩による6つの歌曲 Sechs Gesänge nach Gedichten von Maurice Maeterlinck 作品13（1910年/13年）
- 6つの歌曲 6 Lieder 作品22（1934年作曲・プラハ初演）
- 12の歌曲 12 Lieder 作品27（1937年/38年）
- キルケーの歌 Lied der Circe（1939年。オペラ作曲のために着手されたアリア。ピアノ伴奏部はボーモント補筆）
- 3つのソング Three Songs（アル・ロバーツ Al Roberts 名義でチャペル社より出版。ブロードウェイのレビューを意識した作風による。）
  - Chinese Serenade
  - My Ship & I
  - Love, I mustbsay goodbye